# Comités internacionales de normalización de energía solar fotovoltaica
Los Comités internacionales de normalización de energía solar fotovoltaica son los organismos encargados de la elaboración de las normas UNE, referentes a los sistemas fotovoltaicos. Se elaboran a través de representación nacional en los comités internacionales de normalización de energía solar fotovoltaica: Comité Técnico 82 de la IEC y comité técnico BTTF 86-2 de CENELEC (Comisión Europea de Normalización Eléctrica y Electrónica).
El Comité Técnico 82 de la CEI (Comisión Electrotécnica Internacional) es uno de los comités que se encargan, dentro de la CEI de los sistemas fotovoltaicos. Actualmente en España, a nivel nacional, está subdividido en cuatro grupos de trabajo: G1 (Nomenclatura), G2 (Módulos fotovoltaicos), G3 (Sistemas de conexión a red), G4 (Sistemas aislados) y G5 (Sistemas de concentración).
Por otra parte, el comité técnico BTTF 86-2 de CENELEC (Comisión Europea de Normalización Eléctrica y Electrónica), está subdividido en dos grupos de trabajo: WG1 (Módulos fotovoltaicos) y WG2 (Sistemas fotovoltaicos).
Actualmente, la presidencia de ambos comités la ostenta el CIEMAT.